# Przemysław Wipler

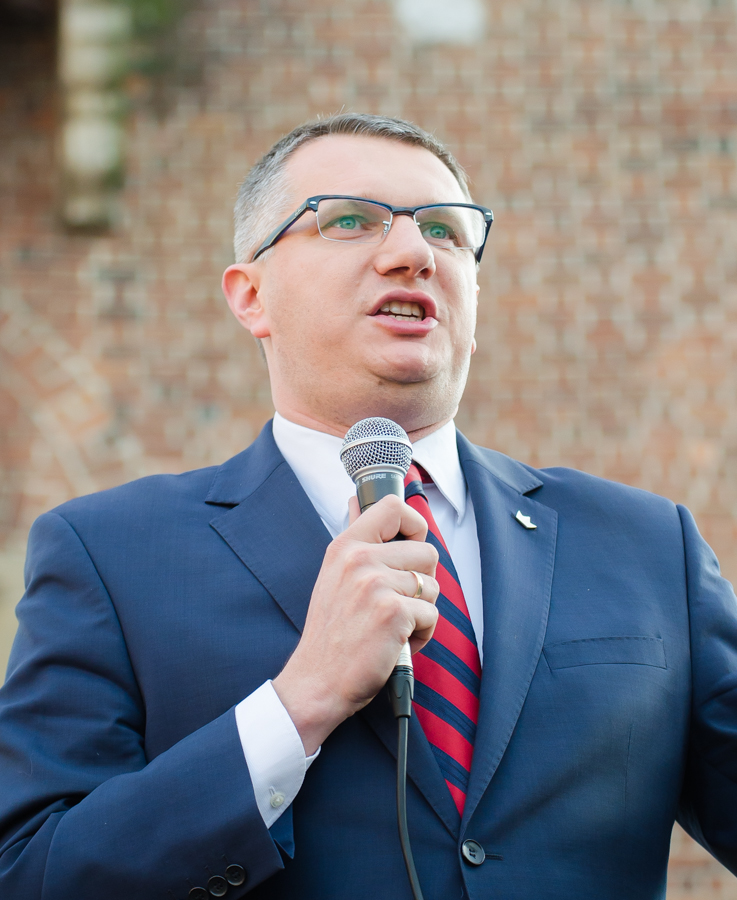
Przemysław Wipler

Przemysław Janusz Wipler (* 15. Juli 1978 in Piekary Śląskie) ist ein polnischer Jurist, Dozent und Politiker (UPR, PiS, KNP, KORWiN, NN, Konfederacja). Er war von 2011 bis 2015 und ist erneut seit 2023 Sejm-Abgeordneter in der 7. und 10. Wahlperiode.

## Leben
Als Sohn eines Bergmannes in Oberschlesien geboren, zog Wipler nach der Scheidung seiner Eltern mit seiner Mutter nach Gdynia um und beendete dort das Lyzeum.
Im Jahr 2002 schloss er ein Studium an der Fakultät für Rechts- und Verwaltungswissenschaft der Warschauer Universität mit dem Magistergrad ab und erlangte auf Grundlage seiner Arbeit „Der libertäre Ansatz im Staat“ den Doktorgrad. Von 1999 bis 2001 war er Redakteur für die Zeitschrift Najwyższy Czas! („Höchste Zeit!“). Religiös engagierte er sich im Opus Dei. Später war er in der wirtschaftsliberalen Denkfabrik Centrum im. Adama Smitha sowie bei Steuerberatungsunternehmen wie Ernst & Young tätig. Von 2005 bis 2008 leitete er im Wirtschaftsministerium die Abteilung zur Diversifizierung von Energiequellen.
Wipler ist verheiratet und hat drei Töchter und zwei Söhne.

## Politische Laufbahn
Bis zum Jahr 2000 war Wipler Mitglied der Unia Polityki Realnej (UPR) und zeitweise Sprecher der Partei. Zu den Selbstverwaltungswahlen in Polen 2002 kandidierte er als Vertreter einer Wählergruppe um Julia Pitera erfolglos für den Stadtrat von Warschau, wobei er 1641 Wählerstimmen erzielte. Zur Parlamentswahl im Jahr 2005 kandidierte er als Parteiloser für die Prawo i Sprawiedliwość (PiS), verfehlte jedoch ein Sejm-Mandat. Bei der Parlamentswahl im Jahr 2011 gelang ihm dann der Einzug in das polnische Unterhaus. Anschließend trat er der PiS auch bei. Bereits im Juni 2013 trat er aber wieder aus der Partei aus und gründete den Verein „Republikanie“, welche der PO-Abspaltung Polska Razem nahestand und dessen Präsidiumsmitglied er bis zum Februar 2014 war. Im März 2014 wechselte er zur Fraktion des Kongres Nowej Prawicy über und wurde nach zwei Monaten Parteimitglied. Im Sommer desselben Jahres lief ein Prozess gegen Wipler wegen Widerstands gegen die Staatsgewalt. Der Abgeordnete hatte 2013 in einem Warschauer Nachtklub Polizisten angegangen und beleidigt, wofür er schließlich 2016 zu einer Bewährungsstrafe verurteilt wurde. Im Oktober 2014 wurde er erster Vizepräsident der KNP. Bei den Selbstverwaltungswahlen 2014 kandidierte er für die KNP als Stadtpräsident von Warschau und belegte mit 4,2 % der Stimmen den vierten Platz.
Im Januar 2015 verkündete Wipler zusammen mit dem ehemaligen KNP-Vorsitzenden Janusz Korwin-Mikke die Neugründung der Partei KORWiN. Bei der Parlamentswahl 2015 scheiterte die KORWiN mit 4,8 % der Stimmen an der 5-%-Hürde und Wipler schied aus dem Sejm aus. 2017 wurde der Vorwurf erhoben, er habe als Stiftungsvorstand 130.000 (anderslautend 150.000) Złoty aus dem Vermögen der 2014 gegründeten, parteinahen Fundacja Wolność i Nadzieja entnommen und für private Zwecke ausgegeben. Seitdem dauert ein Gerichtsverfahren an, im Zuge dessen sich Wipler für unschuldig bekannte, die strittige Summe aber erstattete. Als nominelles Stiftungsziel von FWiN wurde u. a. die Förderung von Remigration von Auslandspolen in die Heimat angegeben. Einer der heutigen Parteivorsitzenden der Konfederacja, der Finanzberater Sławomir Mentzen, schrieb 2017 an einen Vertrauten, es habe sich „günstigstenfalls um Unwirtschaftlichkeit und die Vergeudung von Parteigeldern“ gehandelt. Im April 2017 teilte Wipler mit, sich aus der Politik zurückziehen zu wollen und legte in dem Zusammenhang seine Parteiämter nieder. Bis zu seinem Wiedereinstieg in die Politik war er im Bereich PR und Lobbyarbeit tätig. Ein Promotionsvorhaben über die Privatisierung von Immobilien in Warschau nach dem Systemumbruch 1989 misslang. Im Sommer 2023 wurde er für die nun Nowa Nadzieja (NN) genannte Partei wieder aktiv und konnte bei der Parlamentswahl 2023 auf der Liste der Bündnispartei Konfederacja Wolność i Niepodległość (Konfederacja), an der sich die NN beteiligt hatte, ein Mandat im Sejm erringen. Auf die Abgeordnetenimmunität verzichtete Wipler angesichts der rechtlichen Vorwürfe gegen ihn. Inzwischen ist er ein Gegner von Korwin-Mikke und legte diesem nahe, sich auf das politische Altenteil zurückzuziehen, nachdem die Partei gemessen an den Erwartungen enttäuschend abgeschnitten hatte. Wipler wird ein großer Einfluss hinter den Kulissen der Konfederacja und insbesondere auf seinen Intimus Sławomir Mentzen beigemessen. Mitunter wird er als graue Eminenz (Wyborcza, Newsweek), Pate (TVN), Darth Vader (Mentzen) oder von Gegnern wie Stanisław Michalkiewicz gar als "böser Geist" apostrophiert.
Wipler war Kandidat der Konfederacja für das Amt des Warschauer Stadtpräsidenten bei den Selbstverwaltungswahlen 2024. Mit 4,5 % der Stimmen belegte er den vierten Platz. Auch bei der Europawahl 2024 kandidierte er erfolglos.